# Melicoccus bijugatus

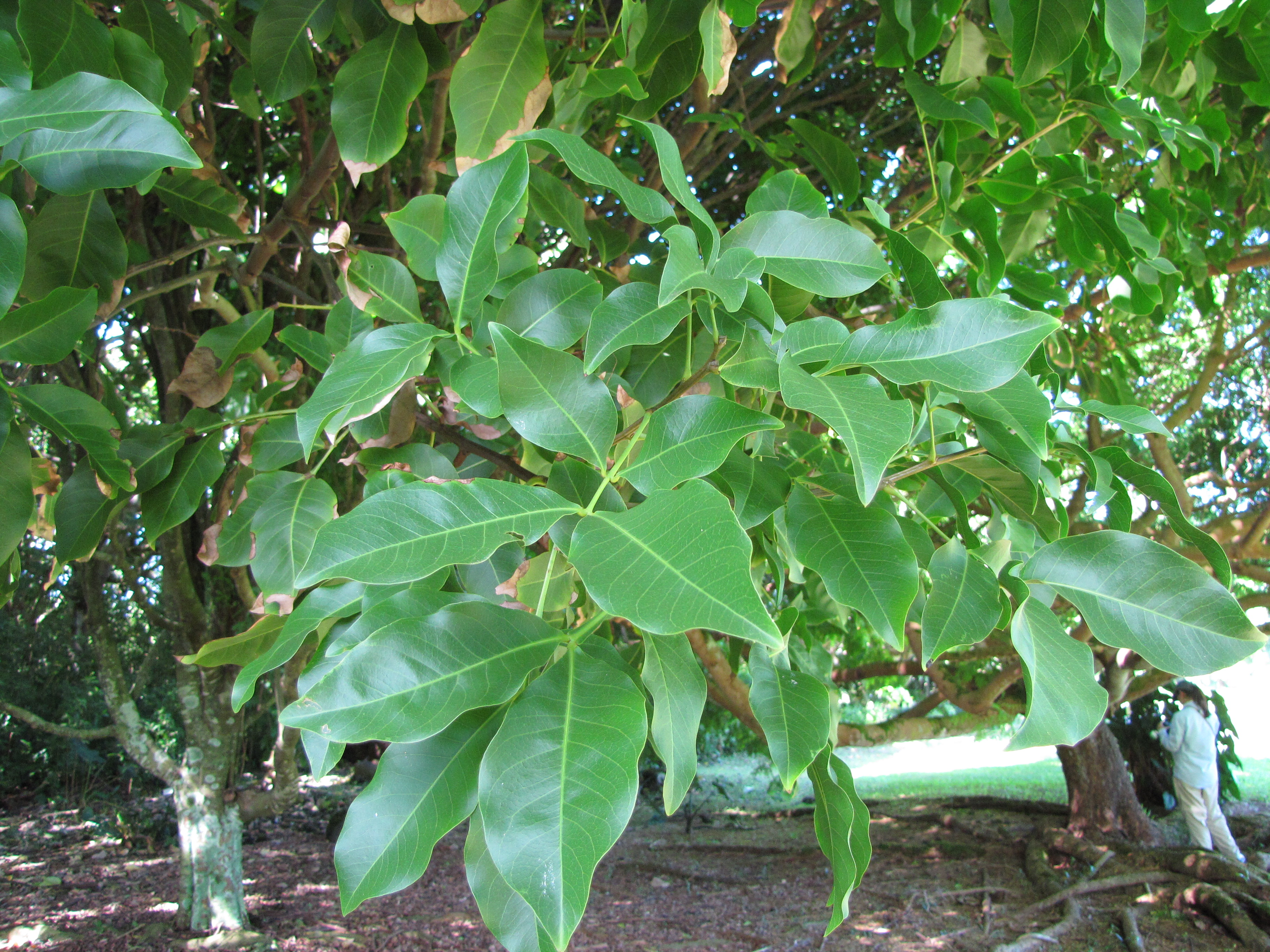
Blätter

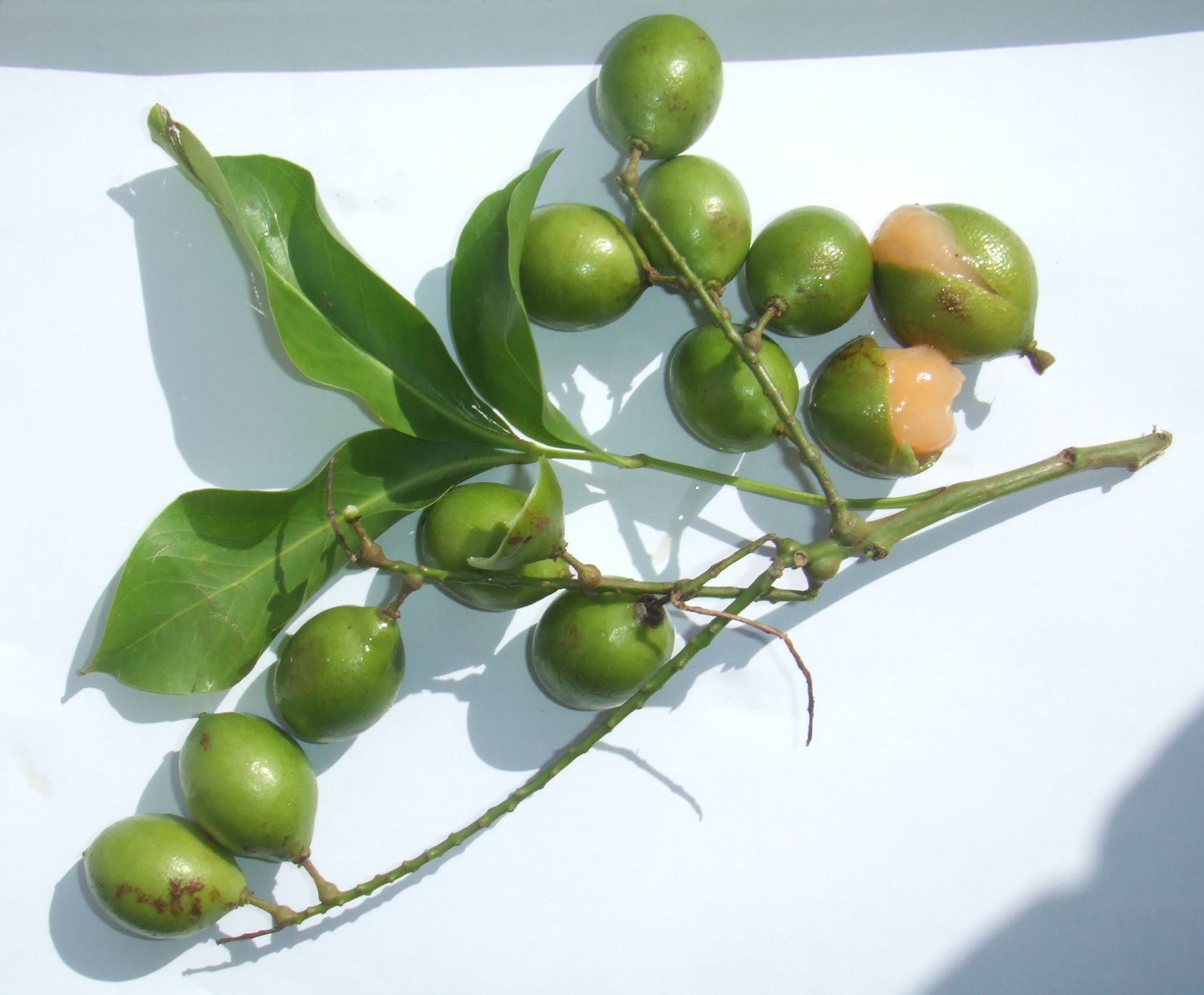
Früchte

Melicoccus bijugatus oder Honigbeere, Mamoncillo, Quenepa(e), Spanische Limette, Guinep ist ein Baum in der Familie der Seifenbaumgewächse aus Venezuela und Kolumbien, das in der Karibik und Zentralamerika eingebürgert wurde.

## Beschreibung
Melicoccus bijugatus wächst als immergrüner, eher langsamwüchsiger Baum bis etwa 20 Meter oder mehr hoch. Der Stammdurchmesser erreicht bis über 60 Zentimeter. Die Borke ist relativ glatt und bräunlich-grau.
Die wechselständigen und gestielten Laubblätter sind paarig gefiedert mit nur bis 4 Blättchen. Die Rhachis ist teil geflügelt und am Ende mit einem sehr kleinen, pfriemlichen und oft abfallenden „Prozess“ ausgebildet. Die ganzrandigen, eiförmigen und kurz gestielten, dünnledrigen, kahlen Blättchen sind bis etwa 10–15 Zentimeter lang und zugespitzt bis rundspitzig oder spitz. Die Nebenblätter fehlen.
Melicoccus bijugatus ist einhäusig monözisch oder zweihäusig diözisch. Es werden endständige und vielblütige Rispen mit traubige Seitenästen gebildet. Die angenehm duftenden und gestielten, 4–5zähligen, sehr kleinen, eingeschlechtlichen Blüten mit doppelter Blütenhülle sind grünlich-gelb. Die verkehrt-eiförmigen Petalen sind bis 2,5 Millimeter groß und bewimpert. Es sind etwa 8 Staubblätter vorhanden. Der einkammerige Fruchtknoten ist oberständig mit fast sitzender, zweilappiger Narbe. Es ist ein fleischiger, kahler Diskus vorhanden. Die weiblichen Blüten besitzen Staminodien, die männlichen einen Pistillode.
Die grünen, eiförmigen bis ellipsoiden, etwa 2,5–3,5 Zentimeter großen Früchte sind glatt, ledrig, wachsig und teils feinwärzlich. Der große, cremefarbene Samen ist glatt und fein texturiert und von einer gelblichen bis orangen, gelatinösen, saftigen Sarkotesta umhüllt.

## Taxonomie
Melicoccus bijugatus wurde 1760 durch Nicolaus Joseph von Jacquin in Enumeratio Systematica Plantarum, quas in Insulis Caribaeis vicinaque Americes ... Seite 19 erstbeschrieben. Ein Synonym ist Melicocca bijuga L.

## Verwendung
Die aromatischen, saftigen Früchte sind essbar. Sie werden roh, gekocht oder in Drinks verwendet.
Die Rinde und Blätter werden medizinisch verwendet.
Das mittelschwere Holz ist nicht beständig, es wird nur wenig genutzt.